# Trachylophus
Trachylophus is een kevergeslacht uit de familie van de boktorren (Cerambycidae). De wetenschappelijke naam van het geslacht werd voor het eerst geldig gepubliceerd in 1888 door Gahan.

## Soorten
Trachylophus omvat de volgende soorten:
- Trachylophus acutulus Holzschuh, 2009
- Trachylophus approximator Gahan, 1888
- Trachylophus rugicollis Gressitt, 1948
- Trachylophus sinensis Gahan, 1888